# تاریخ چیست؟
تاریخ چیست؟ (به انگلیسی: What Is History?) اثری نوشته مورخ انگلیسی ادوارد هالت کار است که به مطالعه تاریخ‌نگاری می‌پردازد. این کتاب را انتشارات دانشگاه کمبریج نخستین بار در سال ۱۹۶۱ منتشر کرد و در اصل مجموعه‌ای از سخنرانی‌هایی بود که کار در آن سال در دانشگاه کمبریج ارائه داده بود. هدف این سخنرانی‌های به دست دادن درآمدی موضوع و تئوری تاریخ بود.
برخی از باورهای کار، به ویژه نسبی‌گرایی و رد کردن جامع بودن در تحلیل تاریخی منجر به منازعات و پاسخ‌های مورخان دیگر شدند. کار در زمان درگذشتش در ۱۹۸۲ در حال بازنویسی این کتاب بود.